# Davemaoíta
A davemaoíta é uma perovskita de silicato de cálcio de alta pressão ({\displaystyle {\ce {CaSiO3}}}) mineral com uma estrutura cristalina cúbica distinta.
É um dos três principais minerais do manto inferior da Terra, constituindo cerca de 5–7% do material lá. Significativamente, a davemaoíta pode hospedar urânio e tório, isótopos radioativos dos quais produzem calor por meio do decaimento radioativo e contribuem enormemente para o aquecimento nesta região, dando ao material um papel importante em como o calor flui nas profundezas da superfície da Terra.
A davemaoíta foi sintetizado artificialmente em laboratório, mas foi considerado extremo demais para existir na crosta terrestre. Então, em 2021, o mineral foi descoberto como partículas dentro de um diamante que se formou entre 660 e 900 quilômetros abaixo da superfície da Terra, dentro do manto, focalizando um feixe de raios-X de alta energia em pontos precisos. Recebeu o nome do geofísico Ho-kwang (Dave) Mao, que o descreveu pela primeira vez a partir da teoria. O diamante foi extraído da mina de diamantes Orapa em Botswana.
Sua existência foi revelada por meio de uma técnica conhecida como difração de raios X síncrotron.
O silicato de cálcio é encontrado em outras formas, como a wollastonita na crosta e a breyita nas regiões intermediária e inferior do manto. No entanto, esta versão pode existir apenas a uma pressão muito alta de cerca de 200.000 vezes a encontrada na superfície da Terra.